# Чоловік, якого надто сильно любили
«Чоловік, якого надто сильно любили» (фр. L'homme qu'on aimait trop) — французький фільм-драма, поставлений у 2014 році режисером Андре Тешіне. Прем'єра фільму відбулася 21 травня 2014 року на 67-му Каннському кінофестивалі де фільм брав участь у позаконкурсній програмі.

## Синопсис
Ніцца, 1976 рік. Після невдалого шлюбу Аньєс Ле Ру (Адель Енель) повертається з Африки до матері, Рене (Катрін Денев), власниці Казино Ле Пале. Молода дівчина закохується в повіреного у справах Рене, Моріса Агнеле (Ґійом Кане), красеня-юриста, старшого за неї на 10 років. У нього є інші прихильності; вона ж згорає від любові до нього. Будучи одним з акціонерів Казино, Аньєс хоче продати свою спадкову частку, щоб стати незалежною, але її мати вперто відмовляється. Зі сховища казино зникають усі гроші. Рене надходять погрози. За всім цим стоять тіньові ділки мафії і Фратоні (Жан Корсо), виверткий господар конкуруючого казино, який намагається прибрати до рук Ле Пале. У самий розпал цього конфлікту Моріс переходить на бік противника і знайомить Агнес з Фратоні, який пропонує їй 3 мільйони франків за те, щоб вона проголосувала проти своєї матері. Агнес погоджується, Рене втрачає контроль над казино. Агнес жалкує про свою зраду, Моріс залишає її.
Після спроби самогубства у жовтні 1977 року дівчина зникає. Її тіло так і не буде знайдено. Тридцять років по тому Моріс Агнеле все ще залишається головним підозрюваним у цьому злочині — злочині без доказів, без трупа. Переконана в його вині, Рене відчайдушно бореться за те, щоб його засудили…

## В ролях
| Ґійом Кане         | ···· | Моріс Агнеле        |
| Катрін Денев       | ···· | Рене Ле Ру          |
| Адель Енель        | ···· | Аньєс Ле Ру         |
| Жудіт Шемла        | ···· | Франсуаза           |
| Мауро Конте        | ···· | Маріо               |
| Жан Корсо          | ···· | Фратоні             |
| Г'юго Сабліч       | ···· | дорослий син Ангеле |
| Жан-П'єр Гетті     | ···· | президент суду      |
| Паскаль Мерсьє     | ···· | Гуерін              |
| Тамара Де Лінер    | ···· | Маделін             |
| Жан-Марі Т'єрселен | ···· | Бріо                |
| Петер Бонке        | ···· | директор банку      |
| Летиція Розьє      | ···· | Анні                |
| Ноель Сімсоло      | ···· | адвокат Ангеле      |
| Яні Реджала        | ···· | адвокат Рене        |

## Зйомки
Зйомки фільму, які почалися у травні 2013 року, проходили у Ментоні, Старій Ніцці, чотири тижні у Парижі і деяких інших місцях. Частина коштів для фільму була зібрана за допомогою краудфандингу.

## Додаткові факти
Сюжет фільму ґрунтується на мемуарах самої Рене Ле Ру, в яких вона і розповідала про своє протистояння з мафією. У Франції інтерес до цієї скандальної справи не згасає і до сьогодні, хоча події розгортаються ще у 1970-х роках. Жан-Моріс Агнеле, якому не один раз були висунуті звинувачення, через кілька років після початку конфлікту був посаджений до в'язниці.

## Визнання
| Нагороди та номінації фільму «Чоловік, якого надто сильно любили» | Нагороди та номінації фільму «Чоловік, якого надто сильно любили» | Нагороди та номінації фільму «Чоловік, якого надто сильно любили» | Нагороди та номінації фільму «Чоловік, якого надто сильно любили» | Нагороди та номінації фільму «Чоловік, якого надто сильно любили» | Нагороди та номінації фільму «Чоловік, якого надто сильно любили» |
| Рік                                                               | Нагорода                                                          | Категорія                                                         | Номінант                                                          | Результат                                                         |                                                                   |
| ----------------------------------------------------------------- | ----------------------------------------------------------------- | ----------------------------------------------------------------- | ----------------------------------------------------------------- | ----------------------------------------------------------------- | ----------------------------------------------------------------- |
| 2015                                                              | Премія «Люм'єр»                                                   | Найкращий актор                                                   | Ґійом Кане                                                        | Номінація                                                         |                                                                   |
| 2015                                                              | Премія «Люм'єр»                                                   | Найкраща акторка                                                  | Адель Енель                                                       | Номінація                                                         |                                                                   |